# Christian Nourrichard
Christian Nourrichard, né à Notre-Dame-de-Bondeville, en Seine-Maritime le 24 mai 1948, est un prélat catholique français, évêque d'Évreux de 2006 à 2023.

## Biographie

### Formation
Christian Nourrichard a suivi sa formation en vue de la prêtrise au Grand séminaire de Rouen, puis au séminaire Saint-Sulpice d’Issy-les-Moulineaux. Il a obtenu un baccalauréat canonique en théologie.
Par la suite, il a complété sa formation à l'Institut supérieur de pastorale catéchétique (ISPC) de l’Institut catholique de Paris.

### Principaux ministères
Ordonné prêtre le 23 juin 1974 pour l'archidiocèse de Rouen, il a été vicaire à Elbeuf et à Yvetot tout en ayant un ministère auprès des jeunes par le biais de mouvements d'Action catholique : aumônier de l'Action catholique des enfants (ACE), de la Jeunesse ouvrière chrétienne (JOC) et de l'Action catholique ouvrière (ACO).
En 1984, il devient aumônier militaire de la région de Rouen.
En 1989, il est nommé vicaire général, chargé de la formation des jeunes prêtres pour les diocèses de Rouen, Le Havre et Évreux et responsable de la pastorale familiale pour le diocèse de Rouen.
Nommé évêque coadjuteur pour le diocèse d'Évreux le 22 octobre 2005, il est consacré évêque dans la cathédrale Notre-Dame d'Évreux le 18 décembre suivant et devient évêque titulaire du diocèse d'Évreux le 28 janvier 2006 en remplacement de Jacques David.
Au sein de la Conférence des évêques de France, il est membre du Conseil pour les mouvements et associations de fidèles depuis 2006.
Le 2 juin 2023, ayant atteint la limite d'âge, il démissionne de sa charge. Le même jour, le pape François, nomme Olivier de Cagny pour lui succéder.